# Clorură de vinil

Formula structurală a clorurii de vinil

Clorura de vinil este o organoclorură cu formula H2C=CHCl care se mai numește clorură de vinil monomer (VCM) sau cloroeten. Acest compus incolor este o substanță chimică importantă industrială folosită în principal pentru producerea clorurii de polivinil de polimer (PVC). Se produc anual aproximativ 13 miliarde de kilograme. VCM este printre primele douăzeci și mai mari produse petrochimice (produse chimice derivate din petrol) din producția mondială. Statele Unite rămân în prezent cea mai mare regiune de producție a VCM, din cauza poziției sale cu costuri reduse de producție în clor și materii prime etilene. China este, de asemenea, un mare producător și unul dintre cei mai mari consumatori de VCM. Clorura de vinil este un gaz cu miros dulce. Este foarte toxic, inflamabil și cancerigen. Se poate forma în mediul înconjurător atunci când organismele din sol descompun solvenți clorați. Clorura de vinil care este eliberată de industrii sau formată prin descompunerea altor substanțe chimice clorurate poate intra în aer și în aprovizionarea cu apă potabilă. Clorura de vinil este un contaminant comun întâlnit în apropierea depozitelor de deșeuri. În trecut, VCM a fost folosit ca agent frigorific. Formula chimică este C2H3Cl.

## Legături externe
- Information on the aerosol propellant controversy
- ATSDR Toxicological Profile for chloroethene / vinyl chloride Arhivat în 28 decembrie 2009, la Wayback Machine.
- CDC - NIOSH Pocket Guide to Chemical Hazards
- Chemical Identifiers for Vinyl Chloride from CAMEO Chemicals